# Lingeard
Lingeard is een gemeente in het Franse departement Manche (regio Normandië) en telt 85 inwoners (2009). De plaats maakt deel uit van het arrondissement Avranches.

## Geografie
De oppervlakte van Lingeard bedraagt 3,6 km², de bevolkingsdichtheid is dus 23,6 inwoners per km².
De onderstaande kaart toont de ligging van Lingeard met de belangrijkste infrastructuur en aangrenzende gemeenten.

## Demografie
Onderstaande figuur toont het verloop van het inwonertal (bron: INSEE-tellingen).

1. ↑  Populations de référence 2022.